# 里奇利 (馬里蘭州)
里奇利（英語：Ridgely）是一個位於美國馬里蘭州加羅林縣的市鎮。

## 人口
根據2020年美國人口普查的數據，里奇利的面積為4.83平方千米，當中陸地面積為4.83平方千米，而水域面積為0.00平方千米。當地共有人口1611人，而人口密度為每平方千米334人。